# Stenoptilia brigantiensis
Stenoptilia brigantiensis is een vlinder uit de familie van de vedermotten (Pterophoridae). De wetenschappelijke naam van de soort is voor het eerst geldig gepubliceerd in 1992 door Nel & Gibeaux.